# Canton de Doulevant-le-Château
Le canton de Doulevant-le-Château est une ancienne division administrative française située dans le département de la Haute-Marne et la région Champagne-Ardenne.

## Géographie
Ce canton était organisé autour de Doulevant-le-Château dans l'arrondissement de Saint-Dizier. Son altitude  moyenne est de 223 m.

## Représentation

### Conseillers d'arrondissement (de 1833 à 1940)
Le canton de Doulevant appartenait à l'arrondissement de Wassy jusqu'à sa disparition en 1926.
| Période                                  | Période          | Identité                          | Étiquette              | Qualité |
| ---------------------------------------- | ---------------- | --------------------------------- | ---------------------- | --- |
| 1833                                     | 1845             | M. Loppin                         |                        | Juge de paix à Doulevant                                                                                    |
| 1845                                     | 1848             | Ernest Royer                      |                        | Propriétaire à Cirey-le-Château                                                                             |
|                                          |                  |                                   |                        | |
| 1883                                     | 1892 (décès)     | Constant-Émile Pissot (1826-1892) | Républicain            | Notaire à Doulevant                                                                                         |
| juin 1892                                | 1895             | Abel François Jacquelin           | Républicain            | Médecin à Doulevant-le-Château                                                                              |
| 1895                                     | 1901             | Adrien Fuzelier                   | Républicain Socialiste | Agriculteur, maire de Charmes-la-Grande                                                                     |
| 1901                                     | 1910             | Gaston Mathelin (1856-1927)       | Droite                 | Médecin à Doulevant                                                                                         |
| 1910                                     | 1919             | Auguste Multier                   | Républicain            | Propriétaire agriculteur et viticulteur, maire de Bouzancourt                                               |
| 1919                                     | Oct.1935 (décès) | Victor Voegel (1877-1935)         | Républicain            | Vétérinaire à Doulevant                                                                                     |
| Déc.1935                                 | 1940             | Gustave Bigard                    |                        | Adjoint au maire de Beurville                                                                               |
| 1940                                     |                  |                                   |                        | Les conseils d'arrondissement ont été suspendus par la loi du 12 octobre 1940 et n'ont jamais été réactivés |
| Les données manquantes sont à compléter. |                  |                                   |                        | |

### Conseillers généraux de 1833 à 2015
| Période | Période          | Identité                          | Étiquette              | Qualité                                                                                        |
| ------- | ---------------- | --------------------------------- | ---------------------- | ---------------------------------------------------------------------------------------------- |
| 1833    | 1836             | Jean Nicolas Berthelin            |                        | Propriétaire, maire de Doulevant                                                               |
| 1836    | 1858             | Louis Berthelin                   |                        | Propriétaire de forges, maire de Doulevant                                                     |
| 1858    | 1871             | Octave Berthelin                  | Droite                 | Maître de forges Ancien Maire de Doulevant-le-Château                                          |
| 1871    | 1877             | René Bourlon de Sarty             |                        | Maire de Charmes-en-l'Angle                                                                    |
| 1877    | 1895             | Octave Berthelin                  | Royaliste              | Maître de forges Ancien Maire de Doulevant-le-Château                                          |
| 1895    | 1901             | Abel Jacquelin                    | Rad.                   | Docteur en médecine à Nully Conseiller municipal de Doulevant-le-Château                       |
| 1901    | 1913             | Adrien Fuzelier                   | Républicain Socialiste | Agriculteur, maire de Charmes-la-Grande, conseiller d'arrondissement                           |
| 1913    | 1925             | Augustin Sabatier                 | RG                     | Agriculteur - Maire de Blumeray                                                                |
| 1925    | 1931             | Adrien Fuzelier                   | Rad.                   | Ancien Maire de Charmes-la-Grande                                                              |
| 1931    | 1936 (démission) | Paul Malingre                     | Indépendant de Gauche  | Industriel - Député de la Seine (1928-1936)                                                    |
| 1936    | 1937             | Joseph Alcide Mougeot (1886-1962) | Rad.                   | Industriel Maire de Courcelles-sur-Blaise                                                      |
| 1937    | 1940             | Georges Mathelin (1889-1956)      | PSF                    | Médecin à Doulevant-le-Château                                                                 |
|         |                  |                                   |                        |                                                                                                |
| 1945    | 1956 (décès)     | Georges Mathelin                  | DVD-RPF puis RS        | Médecin à Doulevant-le-Château                                                                 |
| 1956    | 1973             | Paul Morelle                      | DVD                    | Notaire, conseiller municipal de Doulevant-le-Château Président du Conseil général (1964-1973) |
| 1973    | 1995 (démission) | Jacques-Richard Delong            | UDR puis RPR           | Pharmacien Député (1962-1981) Sénateur (1981-2001)                                             |
| 1995    | 1998             | Hubert Saget                      | RPR                    | Professeur d'université Maire de Doulevant-le-Château                                          |
| 1998    | 2015             | Jean-Marc Fèvre                   | RPR puis DVD           | Cafetier et coiffeur Maire de Flammerécourt                                                    |

## Composition
Le canton de Doulevant-le-Château regroupait 18 communes et comptait 2 433 habitants (recensement de 1999 sans doubles comptes).
| Communes                   | Population (2012) | Code postal | Code Insee |
| -------------------------- | ----------------- | ----------- | ---------- |
| Ambonville                 | 78                | 52110       | 52007      |
| Arnancourt                 | 128               | 52110       | 52019      |
| Baudrecourt                | 105               | 52110       | 52039      |
| Beurville                  | 111               | 52110       | 52047      |
| Blumeray                   | 108               | 52110       | 52057      |
| Bouzancourt                | 71                | 52110       | 52065      |
| Brachay                    | 62                | 52110       | 52066      |
| Charmes-en-l'Angle         | 6                 | 52110       | 52109      |
| Charmes-la-Grande          | 172               | 52110       | 52110      |
| Cirey-sur-Blaise           | 108               | 52110       | 52129      |
| Courcelles-sur-Blaise      | 119               | 52110       | 52149      |
| Dommartin-le-Saint-Père    | 275               | 52110       | 52172      |
| Doulevant-le-Château       | 448               | 52110       | 52178      |
| Flammerécourt              | 62                | 52110       | 52201      |
| Leschères-sur-le-Blaiseron | 94                | 52110       | 52284      |
| Mertrud                    | 183               | 52110       | 52321      |
| Nully                      | 303               | 52110       | 52359      |
| Trémilly                   |                   | 52110       | 52495      |

Le canton de Doulevant-le-Château a été réuni à celui de Joinville.

## Démographie
| 1962  | 1968  | 1975  | 1982  | 1990  | 1999  | 2009  |
| ----- | ----- | ----- | ----- | ----- | ----- | ----- |
| 3 118 | 3 396 | 2 942 | 2 654 | 2 480 | 2 433 | 2 388 |